# 山田明爾
山田 明爾（やまだ めいじ、1935年〈昭和10年〉2月18日 - 2015年〈平成27年〉8月10日）は、宮城県仙台市出身の仏教学者。文学修士。龍谷大学名誉教授。龍谷大学仏教文化研究所研究員。岐阜市の浄土真宗本願寺派教徳寺住職。

## 略歴
- 1935年（昭和10年）2月18日 宮城県仙台市に生まれる。
- 1953年（昭和28年）3月 岐阜県立本巣高等学校 卒業
- 1958年（昭和33年）3月 龍谷大学文学部仏教学科仏教学専攻 卒業
- 1960年（昭和35年）3月 龍谷大学大学院修士課程文学研究科仏教学仏教史学専攻 卒業
- 1963年（昭和38年）3月 龍谷大学大学院博士課程文学研究科仏教学仏教史学専攻 単位取得満了依願退学
- 1963年（昭和38年）4月 龍谷大学仏教文化研究所 助手 （1967年（昭和42年）3月まで）
- 1967年（昭和42年）9月 インド・ナーランダー仏教大学院（パーリー研究所） 専任講師 （1969年（昭和44年）8月まで）
- 1970年（昭和45年）4月 龍谷大学文学部 兼任講師 （1975年（昭和50年3月まで）
- 1971年（昭和46年）4月 京都短期大学 兼任講師 （1972年（昭和47年3月まで）
- 1972年（昭和47年）4月 京都大学人文科学研究所 兼任講師 （1973年（昭和48年）3月まで）
- 1974年（昭和49年）9月 京都大学文学部 研究補助員 （1974年（昭和49年）12月まで）
- 1975年（昭和50年）4月 龍谷大学短期大学部 助教授 （1980年（昭和55年3月まで）
- 1980年（昭和55年）4月 龍谷大学短期大学部 教授
- 1993年（平成5年）4月 名古屋大学大学院国際開発研究科 兼任講師 （1993年9月まで)
- 2003年（平成15年）3月 龍谷大学短期大学部定年退職
- 2003年（平成15年）4月 龍谷大学名誉教授
- 2004年(平成16年）1月 アメリカ・ウィットマン大学客員教授（平成16年5月まで）
- 2015年（平成27年）8月10日 大腸癌により逝去 法名『自然院釈明爾』（80歳）